# Брэдли, Эмбер
Эмбер Брэдли (англ. Amber Bradley; род. 19 мая 1980, Wickham) — австралийская гребчиха, выступавшая за сборную Австралии по академической гребле в период 1997—2008 годов. Бронзовая призёрка летних Олимпийских игр в Афинах, двукратная чемпионка мира, победительница и призёрка многих регат национального значения.

## Биография
Эмбер Брэдли родилась 19 мая 1980 года в поселении Уикхем, штат Западная Австралия.
Заниматься академической греблей начала в 1995 году во время учёбы в Колледже Пенрхос в Перте, в 1997 году становилась чемпионкой Австралии среди школьниц в парной дисциплине, тогда же вошла в состав австралийской национальной сборной и одержала победу в парных одиночках на юниорском мировом первенстве в Хазевинкеле.
В 1998 году дебютировала на взрослом Кубке мира, выступив в парных четвёрках на этапе в Люцерне.
Участвовала в чемпионате мира 1999 года в Сент-Катаринсе, но сумела квалифицироваться здесь лишь в утешительный финал B.
В 2001 году в парных четвёрках стала шестой на этапе Кубка мира в Мюнхене и четвёртой на мировом первенстве в Люцерне.
В 2002 году в парных четвёрках выиграла серебряную медаль на этапе Кубка мира в Мюнхене, тогда как на чемпионате мира в Севилье заняла в той же дисциплине четвёртое место.
На мировом первенстве 2003 года в Милане одержала победу в зачёте парных четвёрок.
Благодаря череде удачных выступлений удостоилась права защищать честь страны на летних Олимпийских играх 2004 года в Афинах. В составе четырёхместного парного экипажа, куда также вошли гребчихи Ребекка Саттин, Дана Фалетич и Керри Хор, финишировала в решающем заезде на третьей позиции позади команд из Германии и Великобритании — тем самым завоевала бронзовую олимпийскую медаль.
После афинской Олимпиады Брэдли осталась в гребной команде Австралии на ещё один олимпийский цикл и продолжила принимать участие в крупнейших международных регатах. Так, в 2005 году в парных двойках она выиграла серебряную медаль на этапе Кубка мира в Мюнхене и бронзовую медаль на чемпионате мира в Гифу.
В 2006 году побывала на мировом первенстве в Итоне, откуда привезла награды золотого и бронзового достоинства, выигранные в распашных безрульных четвёрках и рулевых восьмёрках соответственно.
На чемпионате мира 2007 года в Мюнхене вновь стартовала в парных двойках, но была здесь далека от попадания в число призёров.
Находясь в числе лидеров австралийской национальной сборной, благополучно прошла отбор на Олимпийские игры 2008 года в Пекине — на сей раз показала в программе парных четвёрок шестой результат. Вскоре по окончании этих соревнований приняла решение завершить спортивную карьеру.